# إي سو مان
لي سو مان (بالكورية: 이수만) هو رجل أعمال من كوريا الجنوبية، ولد في 18 يونيو 1952)، وهو رئيس ومؤسس مجموعة إس إم إنترتينمنت المتخصصة في الموسيقى البوب الكورية، بدأ إي حياته المهنية كمغني خلال حضوره جامعة سيول الوطنية في عام 1972. وشارك في تأسيس الوكالة الفنية في عام 1989 التي ساهمت بتطوير صناعة الترفيه الكورية، من ضمنهم فرقة سوبر جونيور.

## سيرة الذاتية

### السنوات الأولى 1952-1972
ولد لي في عام 1952 في سيؤول بكوريا الجنوبية. نجح منذ الصغر بتحقيق تفوق دراسي في المدرسة. بدأ الغناء في مقهى في عام 1971.

### 1972-1980 سنوات الغناء
ظهر لأول مرة إي عام 1972 كمغني لكنه لم يحقق شعبية كبيرة خلال الثلاث سنوات الأولى من عمله الوظيفي والغناء. عام 1976 كانت بداية أعماله الناجحة مثل «السعادة» و«قطعة واحدة من حلم»، أصبح إي مشهور جدا. في هذا العام حصل على أفضل مغني كوري.

### 1989 حتى الآن: منتج الموسيقى
في عام 1989 أسس إس إم إنترتينمنت، وبدأ بتوسيع الشركة لأكبر ثلاث شركات التسجيل في كوريا الجنوبية. ومنذ 2014 يملك 21.27% من أسهم الشركة.
اختير لأربع سنوات متتالي (من 2017 إلى 2020) واحدا من الـ "Variety500" في Variety Magazine (شركة إعلامية أمريكية).
حصل على جائزة داسان للإدارة رقم 29 لعام 2020.

## وصلات خارجية
- إي سو مان على موقع ميوزك برينز (الإنجليزية)
- إي سو مان على موقع ديسكوغز (الإنجليزية)